# Karl von Feilitzsch
Karl Ludwig Gustav Freiherr von Feilitzsch, auch Carl Ludwig Gustav Freiherr von Feilitzsch (* 2. April 1901 in München; † 7. August 1981 ebenda) war ein deutscher Komponist.

## Leben und Werk
Feilitzsch wurde schon früh in seinen musikalischen Neigungen gefördert. Auf Weisung seines Elternhauses absolvierte er nach dem Abitur 1920 am Wilhelmsgymnasium München ein Jurastudium, das er 1925 mit dem Referendar-Examen an der Ludwig-Maximilians-Universität abschloss. Parallel studiert er Musiktheorie bei Adam und August Reuß an der Akademie der Tonkunst. Nach seiner Entscheidung, Musiker zu werden, studierte er dort von 1927 bis 1929 Komposition bei Hermann Wolfgang von Waltershausen, einem Protagonisten der „Münchner Schule“ um den jungen Richard Strauss und Ludwig Thuille. In dieser Zeit komponierte Feilitzsch bereits Opern: 1928 wurde seine Oper Die Rote Fackel mit Texten von Karl Kraus im Stadttheater Nürnberg mit großem Erfolg uraufgeführt. 1929 brachten die Opernhäuser in Plauen und Ulm seine vierte Oper Konrad und Marie zur Aufführung.
1931 absolvierte er die Abschlussprüfung an der Akademie der Tonkunst und besuchte bis 1935 die Meisterklasse für dramatische Komposition bei Waltershausen. Nach 1933 war er zudem Praktikant im operndramaturgischen Seminar von Hans Pfitzner. 1935 kam es zu einer Unterbrechung seines musikalischen Werdegangs durch ein Verbot seiner Vorträge an der Akademie aufgrund von „Zweifeln an seiner weltanschaulichen Zuverlässigkeit“. 1939 trat er einer in Berlin und München tätigen Widerstandsgruppe um Eugen Polzin und Franz Graf von Otting und Fünfstätten bei. Am 4. Dezember 1939 beantragte er die Aufnahme in die NSDAP und wurde zum 1. Februar 1940 aufgenommen (Mitgliedsnummer 7.437.060). Im Zweiten Weltkrieg diente er von 1940 bis 1943 im Russlandfeldzug. Nach seiner Rückkehr entstanden seine Hauptwerke Apokalypse (nach Texten aus der Offenbarung des Johannes) sowie die Opern Lechbrucker Elegie, Metamorphosen der Liebe, Waldemar Dae und Der Müller und sein Kind.
1943 trat er zum römisch-katholischen Glauben über. Ab 1945 arbeitete Feilitzsch mit dem Kabarett Die Schaubude und mit Erich Kästner zusammen. Es entstanden die sozialkritischen Kompositionen Die Hinterbliebenen und Hurra Wir Sterben.
Im Januar 1947 erfolgte ein Schiedsspruch durch die 1. Spruchkammer München im Entnazifizierungsverfahren mit „nicht belastet“.
Zwischen 1949 und 1967 fanden 32 Aufführungen seiner Opern und Ballette statt. In der Zusammenarbeit mit Oskar Sala und dessen Mixtur-Trautonium experimentierte er mit elektronischer Musik. Er übernahm auch die musikalische Leitung von Inszenierungen der Werke Bertolt Brechts (wie Mutter Courage), 1950 an den Kammerspielen oder in Schallplattenaufnahmen der Deutschen Grammophon (z. B. Therese Giehse singt aus Mutter Courage). Zu den Aktivitäten dieser Jahre zählten ferner Hörspiele mit Erich Kästner, Paul Alverdes und Felix-Eberhard von Cube, eine Musikversion von Nestroys Die Träume von Schale und Kern (Salzburger Festspiele 1952), zahlreiche Theatermusiken am Residenztheater und den Münchner Kammerspielen. Er untermalte zahlreiche Kurzfilme, darunter Das Glaswerk (1961), ein Industriefilm für die Jenaer Glaswerke oder Der Münchner im Himmel (1962) ein Zeichentrickfilm nach Text von Adolf Gondrell mit Kompositionen für Mixtur-Trautonium. Wiederholt arbeitete er dabei mit dem Dokumentarfilmer Herbert Seggelke (Achtung, Synkope!, 1957; Unter die Lupe genommen, 1961) zusammen.
1954 erschien das typenpsychologische Buch K2M oder die Hypothese von der Nebelsäule, eine Systematik der Charakterkunde im Münchener Recht-Verlag.
Seit den frühen 1960er Jahren engagierte sich Feilitzsch vermehrt öffentlich für den Umweltschutz. 1969 gründete er zusammen mit MdB Franz Gleißner „Die grüne Aktion“, eine der ersten deutschen Bürgerinitiativen für Umweltbelange. Damit kämpfte er erfolgreich gegen die Rodung des Hofoldinger Forst, um dort den Bau des neuen Münchner Flughafens zu verhindern. Er verfasste politische Essays und Aufsätze (zum Beispiel Umweltschädiguns-Nostalgie und die Zerstörung der Liturgie).
Ab 1970 unterrichtete er privat Komposition und Orchesterleitung. Der Dirigent Enoch zu Guttenberg war sein bedeutendster Schüler. In seinen letzten Lebensjahren fand eine Zusammenarbeit mit der Chorgemeinschaft Neubeuern statt.
Karl von Feilitzsch starb am 7. August 1981 in München infolge einer langjährigen Krebserkrankung.

### Familie
Feilitzsch heiratete 1940 seine entfernte Verwandte Gerda Freiin von Feilitzsch (1915–2015). Sein ältester Sohn Franz von Feilitzsch (* 1944) war Ordinarius für experimentelle Astroteilchenphysik der Technischen Universität München. Das Paar hatte noch fünf weitere Kinder: Barbara Velarde (* 1943), Christoph von Feilitzsch (* 1947), Vinzenz von Feilitzsch (* 1950), Angela Gräfin von Wallwitz (* 1955) und Cäcilie Rauch (* 1957).

## Auszeichnungen
- 1964: Schwabinger Kunstpreis.[7]

## Künstlerisches Werk
Feilitzsch komponierte in einer expressiven musikalischen Sprache, die zwar tonal orientiert blieb, aber die Dissonanz weiter emanzipierte und sie als Ausdrucksmittel für die Disparatheiten der modernen Welt und die Dramaturgie seines Musiktheaters einsetzte. Dabei entwickelte er eine Kompositionsmethode, in der er mithilfe einer „Dissonanzentabelle“ die verschiedenen Schärfegrade organisierte.
In seiner künstlerischen Arbeit ging es ihm vor allem um psychologisch vertiefte und dramatisch eindringliche Darstellungen. Zentral war dabei seine Auseinandersetzung mit Tod, Gewalt und Faschismus. Aber sie wurde getragen von einem weit darüber hinaus gehenden Engagement für eine real gelebte Verantwortung im politischen und gesellschaftlichen Zeitgeschehen.
Als sein Hauptwerk betrachtete Feilitzsch das musikalische Drama Die Apokalypse. Das Werk vertont Teile des biblischen Textes der Offenbarung des Johannes nach Art einer Kantate mit stark rhythmisierten Jazzelementen als eindringliche Warnung vor Krieg, Atom-Katastrophe und Naturzerstörung. Der Bayerische Rundfunk übertrug die konzertante Uraufführung 1949 als „Musik gegen den Krieg“. Die Uraufführung der Bühnenfassung des Werkes erfolgte 1951 im Brunnenhof der Münchner Residenz. Die 1952 produzierte Filmversion erhielt 1958 einen Preis bei den Filmfestspielen von Venedig.

## Werke
Opern
- Die Rote Fackel (1928). Text von Karl Kraus
- Konrad und Marie (1929)
- Die Apokalypse
- Opern Lechbrucker Elegie
- Metamorphosen der Liebe
- Waldemar Dae
- Der Müller und Sein Kind
- Der Student von Prag

Kabarett
- Die Hinterbliebenen
- Hurra Wir Sterben